# Gregor Eichinger
Gregor Eichinger (* 1956 in Wels, Oberösterreich) ist ein österreichischer Architekt und Designer.

Gregor Eichinger (2021)

## Werdegang
1980 gründete er mit Christian Knechtl das Büro Eichinger oder Knechtl. 2005 trennten sie sich und Eichinger gründete eichinger offices – Büro für Benutzeroberfläche. Eichinger ist Mitglied des Bund Deutscher Architekten.

## Lehrtätigkeiten
- Technische Universität Wien, Gastprofessor 1993
- Universität für angewandte Kunst Wien, Lehrauftrag seit 1998
- Gastprofessor an der SCI-Arc Los Angeles, Kalifornien
- Gastprofessor an der Akademie der bildenden Künste Wien 2004–2010
- Professor für Architektur und Entwurf an der ETH Zürich 2004–2010
- Internationale Gastprofessur an der Peter Behrens School of Arts Düsseldorf SS 2012
- ADBK München Professor und Ordinarius des Lehrstuhl für Entwurf und Raum 2013–2021

## Auszeichnungen und Preise
- Staatspreis für experimentelle Tendenzen in der Architektur Bundeskanzleramt
- Architekturpreis der Stadt Wien
- Bauherrenpreis der Zentralvereinigung der Architekten
- Red Dot Design Award
- Good Design Award
- das goldene Kaffeesiederkännchen
- Niederösterreichischer Holzbaupreis Haus Birkensee

## Realisierungen (Auswahl)
- Showroom Seliger
- Umbau Metro-Kino Wien
- Omicron, The Body
- Mochoritsch, Griffen, Kärnten
- Wirtshaus Lugeck
- Wein&Co, am Naschmarkt
- Café Ansari
- Restaurant im Museum für angewandte Kunst Wien
- Song
- Blumenkraft
- Wrenkh
- Helmut Lang, Tokyo
- Villa G, Provence
- Atelier Wakolbinger
- Huber & Lerner

## Design (Auswahl)
- Glasserie für Lobmeyr
- Oscars Tableware – Collection
- Möbelserie Lilith, Braun Lockenhaus
- Cakesdose, Wiener Silbermanufactur
- Schmuckserie The Keeper
- Accessoires BOF
- Neuauflage Roland Rainer Stadthallensessel

Eichinger ist Pate der Ankeruhr in Wien für die Stunde des Prinz Eugen 10h00–11h00.

## Ausstellungen (Auswahl)
- MAK Wien, Das Große Kaffeehausexperiment 2011
- MAK Wien, Firing Cells – About Having A Moment
- MAK Wien, The Shape Of The Café To Come
- Design Now Austria – Designausstellung on Tour
- Prodomo – Rastlos The Project

## Veröffentlichungen
- Eichinger oder Knechtl, Projekte aus 25 Jahren, Passagen Verlag Wien
- Touch Me, Lars Müller Publishers Zürich
- Das Große Wiener Kaffeehausexperiment, MAK & departure Wien